# ANSWER (GLAY feat. KYOSUKE HIMUROの曲)
『ANSWER』（アンサー）は、日本のロックバンド、GLAYと日本のミュージシャン、氷室京介が2006年8月2日にリリースしたGLAY feat. KYOSUKE HIMURO名義のシングル。また、GLAY、氷室京介によるコラボレーションシングル。

## 解説
- GLAYにとっては、前年のGLAY×EXILEに続くGLAYのコラボレーション・シングル第2弾。『SCREAM』以来、1年1か月ぶりのコラボレーションシングルであり、氷室京介にとっては『EASY LOVE/BITCH AS WITCH』以来、半年振りとなるリリースである。
- 両者によるコラボレーションは、8月5日・6日に味の素スタジアムで行われたジョイント・ライブ『SWING ADDICTION』がきっかけであった。ライブに向けての準備が進む中、「曲も一緒に作りたい」というGLAY側の秘めた想いを氷室側が汲んだことで実現した。[要出典]作詞作曲は、GLAYのTAKUROが行った。レコーディングは4月下旬から開始され、日本とロサンゼルスの氷室のスタジオとで並行して行われていた。
- この曲は、『SWING ADDICTION』の2日間の他、GLAY全国ツアー『GLAY TOUR 2006 ROCK'N'ROLL SWINDLE 〜Re-birth〜』京都公演で、氷室京介がWアンコールで登場し、披露。
- また、2008年に行われた氷室の全国ツアー『KYOSUKE HIMURO 20th anniversary TOUR 2008 JUST MOVIN' ON -MORAL～PRESENT-』の札幌公演2日目で、GLAYがアンコールで登場し、『ミニSWING ADDICTION』と題し、「ANSWER」と「SUMMER GAME」と披露している。
- GLAYのインディーズ時代のデモテープ『SPEED POP』に同名の楽曲が収録されているが、全く異なる曲である（後に『灰とダイヤモンド Anthology』に収録された）。
- PVのロケ地は、LAシアター。かつては、映画「マン・オン・ザ・ムーン」や「チャーリーズ・エンジェル フルスロットル」、「シンデレラマン」もここで撮影された。

## 記録
- オリコンチャートでは初週で14.7万枚を売り上げ、2位を獲得。コラボレーションシングルとしては、7月17日付のリップスライムとくるり「ラヴぃ」(最高位3位)以来、GLAYにとっては2005年7月に発売のGLAY×EXILE「SCREAM」以来、2作目のTOP3入りとなった。また、氷室京介にとってシングルでのTOP3入りは、1999年10月発売の「ダイヤモンド・ダスト」以来、6年9ヶ月ぶりとなった[3]。

## 収録曲

### Pケース仕様
1. ANSWER
  - 作詞・作曲:TAKURO / 編曲:佐久間正英、GLAY

### 紙ジャケット仕様
1. ANSWER
DVD A（「ANSWER」PV+メイキング映像収録）付。

### 5万枚限定スペシャルトールケース仕様
1. ANSWER
DVD B（「ANSWER」PV）&スペシャルブックレット付。

## 楽曲の収録アルバム
- GLAY / LOVE IS BEAUTIFUL (アルバムバージョン)
- 氷室京介 / 20th Anniversary ALL SINGLES COMPLETE BEST JUST MOVIN' ON 〜ALL THE-S-HIT〜
- GLAY / THE GREAT VACATION VOL.1 〜SUPER BEST OF GLAY〜 (『LOVE IS BEAUTIFUL』収録バージョン)
- GLAY / *DRIVE 1993〜2009 -GLAY complete BEST (再録)